# Wilhelm von Rauchhaupt

Wilhelm von Rauchhaupt

Wilhelm Anton Justin von Rauchhaupt (* 26. Juni 1828 in Trebnitz an der Saale; † 26. April 1894 in Storkwitz) war ein deutscher Verwaltungsjurist und Rittergutsbesitzer im Königreich Preußen. Er war Mitbegründer der Deutschkonservativen Partei und unterstützte Otto von Bismarck.

## Leben

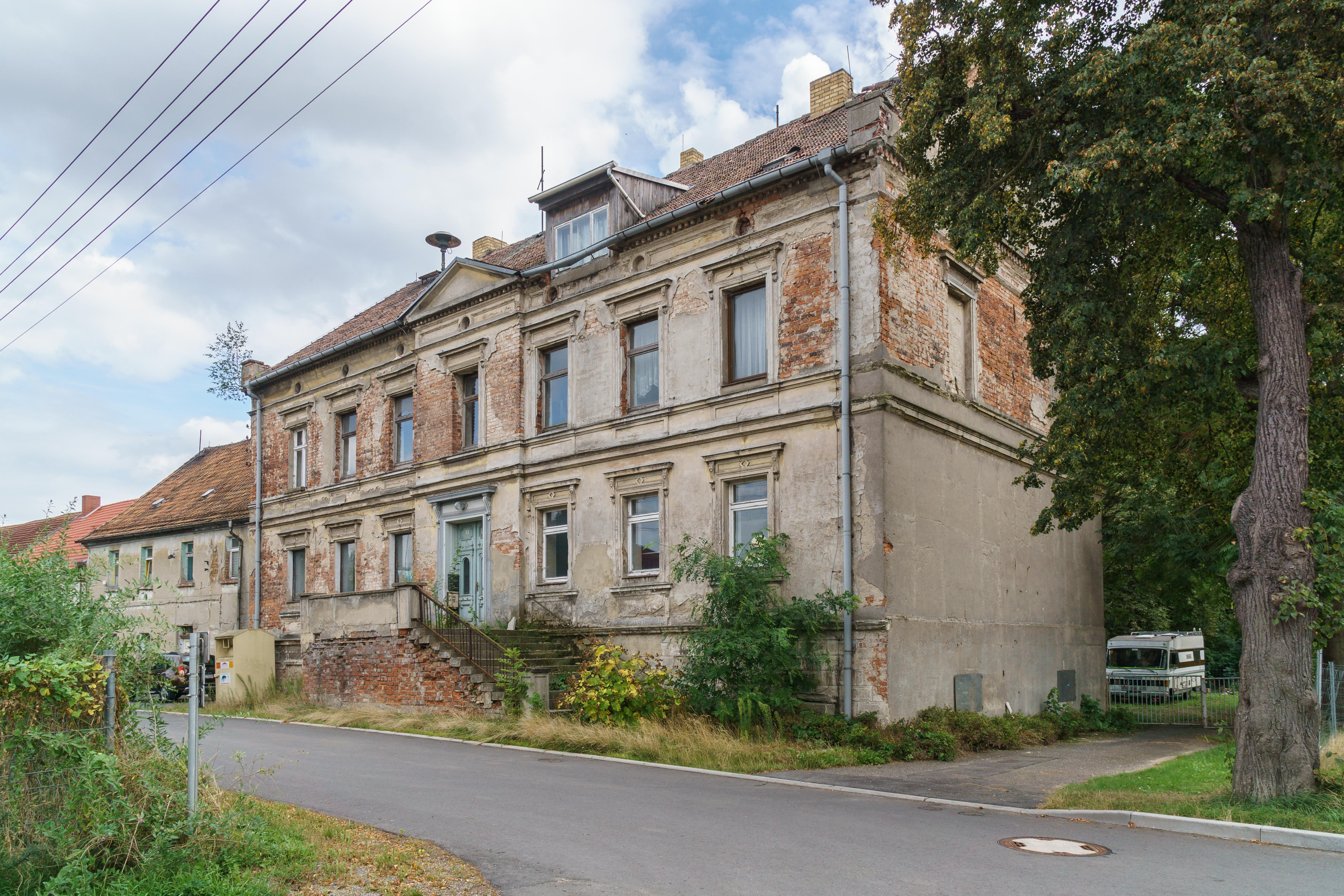
Ehemaliges Herrenhaus Storkwitz

Wilhelm von Rauchhaupt war das jüngste Kind der Sidonie Karoline von Reiche und des Gutsbesitzers Wilhelm von Rauchhaupt-Trebnitz, dem auch seit 1839 Queiß gehörte. Wilhelm jun. wiederum begann an der Rheinischen Friedrich-Wilhelms-Universität Bonn Rechtswissenschaft zu studieren. Seit 1847 Bonner Preuße, wie etwa Friedrich Karl von Preußen oder Walter von Loë, trat er im selben Jahr kurzzeitig auch zum Corps Guestphalia Bonn über, um es vor der Suspension zu bewahren. Als Inaktiver wechselte er an die heimatliche Friedrichs-Universität Halle. Nach dem Auskultatorexamen und dem Referendariat wurde er 1854 Assessor am Stadtgericht in Magdeburg. Er wechselte von der Rechtspflege in die innere Verwaltung Preußens und war als Regierungsassessor und Justiziar bei der Regierung in Liegnitz. Über 38 Jahre, von 1855 bis 1893, amtierte er als Landrat im Kreis Delitzsch (Provinz Sachsen). Im Laufe seiner Amtszeit erhielt er den Charakter als Geh. Regierungsrat. Als Pensionär bewirtschaftete er die Rittergüter Queis und Storkwitz.

## Politik
Als Mitglied des Provinziallandtags der Provinz Sachsen war Rauchhaupt von 1887 bis 1894 Vorsitzender des Provinzialausschusses. Als Mitglied der Konservativen und Deutschkonservativen Partei saß er 1866/67, 1870–1873 und 1877–1893 im Preußischen Abgeordnetenhaus. Von Februar bis August 1867 saß Rauchhaupt auch im konstituierenden Reichstag des Norddeutschen Bundes. 1870/71 nahm er am Deutsch-Französischen Krieg teil.
Nach der Deutschen Reichsgründung war er 1872 Mitbegründer der Neukonservativen Fraktion im Abgeordnetenhaus. Im Gegensatz zu der alten konservativen Fraktion, in der Gegner Otto von Bismarcks den Ton angaben, war die neue Fraktion mit 45 Mitgliedern, zu denen neben Rauchhaupt auch Bernhard von Bismarck gehörte, regierungsnah. Im Jahr 1876 wurde er Vorsitzender der Fraktion. Außerdem war Rauchhaupt auch der Finanz- und Steuerexperten in dieser Gruppierung.
Ebenfalls 1876 wirkte Rauchhaupt maßgeblich an der Gründung der Deutschkonservativen Partei mit. Wie die neukonservative Fraktion stellte diese sich auf den Boden des Reiches, unterstützte Bismarcks Kurs und vertrat landwirtschaftliche Interessen. Zwischen 1887 und 1890 war er auch Mitglied im Reichstag (Deutsches Kaiserreich) und auch dort Vorsitzender der Deutschkonservativen Fraktion. Im Zuge der allmählichen Abschaffung der Kulturkampfgesetze geriet Rauchhaupt zeitweise in seiner Partei in die Isolation.

## Familie
Wilhelm war zweimal verheiratet, zuerst mit Emilie Degenkolb (1838–1884). Aus der ersten Verbindung stammte die Tochter Marie (1867–1874), des Weiteren ein ungetauftes verstorbenes Kind 1865, sowie die Söhne Hans (1860–1873), Wilhelm (1869–1869) und zuletzt Timon (1877–1891). Seit 1886 war Rauchhaupt liiert mit Elisabeth von Obernitz (1846–1928), die Hochzeit fand auf Gut Eulenfeld statt, welches später die Witwe erbte. Aus der zweiten Ehe stammte der Sohn Hans Volrad Wilhelm von Rauchhaupt (1889–1915), kgl. preuß. Leutnant d. R. des 12. Husaren-Regiments und als Erbe auf Storkwitz Fideikommissherr.

## Ehrungen
Unvollständige Liste
- Ehrenbürger von Landsberg (Saalekreis)
- Ehrenbürger von Delitzsch